# Pholisma sonorae
Pholisma sonorae là loài thực vật có hoa trong họ Mồ hôi (tiếng Anh: sandfood). Loài này được John Torrey và George A. Yatskievych miêu tả khoa học đầu tiên năm 1982.
Pholisma sonorae là một loài thực vật có hoa quý hiếm và đặc hữu của sa mạc Sonoran ở phía tây Yuma, Arizona, sa mạc Mojave, sa mạc Colorado và phía nam sa mạc Yuma, nơi nó được ghi nhận chỉ phân bố ở một vài địa điểm.

## Công dụng
Đây là một loại thực phẩm quan trọng đối với một số dân tộc người Mỹ bản địa sống ở sa mạc, bao gồm người Cocopah và người Hia C-eḍ O'odham.

## Trạng thái bảo tồn
Loài thực vật này rất hiếm vì môi trường sống trên những cồn cát dịch chuyển đã bị thu hẹp do quá trình đô thị hóa.